# Communauté métropolitaine de Québec
 (janvier 2022).
La mise en forme du texte ne suit pas les recommandations de Wikipédia : il faut le « wikifier ».
Les points d'amélioration suivants sont les cas les plus fréquents. Le détail des points à revoir est peut-être précisé sur la page de discussion.
- Les titres sont pré-formatés par le logiciel. Ils ne sont ni en capitales, ni en gras.
- Le texte ne doit pas être écrit en capitales (les noms de famille non plus), ni en gras, ni en italique, ni en « petit »…
- Le gras n'est utilisé que pour surligner le titre de l'article dans l'introduction, une seule fois.
- L'italique est rarement utilisé : mots en langue étrangère, titres d'œuvres, noms de bateaux, etc.
- Les citations ne sont pas en italique mais en corps de texte normal. Elles sont entourées par des guillemets français : « et ».
- Les listes à puces sont à éviter, des paragraphes rédigés étant largement préférés. Les tableaux sont à réserver à la présentation de données structurées (résultats, etc.).
- Les appels de note de bas de page (petits chiffres en exposant, introduits par l'outil «  Source ») sont à placer entre la fin de phrase et le point final[comme ça].
- Les liens internes (vers d'autres articles de Wikipédia) sont à choisir avec parcimonie. Créez des liens vers des articles approfondissant le sujet. Les termes génériques sans rapport avec le sujet sont à éviter, ainsi que les répétitions de liens vers un même terme.
- Les liens externes sont à placer uniquement dans une section « Liens externes », à la fin de l'article. Ces liens sont à choisir avec parcimonie suivant les règles définies. Si un lien sert de source à l'article, son insertion dans le texte est à faire par les notes de bas de page.
- La présentation des références doit suivre les conventions bibliographiques. Il est recommandé d'utiliser les modèles {{Ouvrage}}, {{Chapitre}}, {{Article}}, {{Lien web}} et/ou {{Bibliographie}}. Le mode d'édition visuel peut mettre en forme automatiquement les références.
- Insérer une infobox (cadre d'informations à droite) n'est pas obligatoire pour parachever la mise en page.

Pour une aide détaillée, merci de consulter Aide:Wikification.
Si vous pensez que ces points ont été résolus, vous pouvez retirer ce bandeau et améliorer la mise en forme d'un autre article.
Organisme de planification, de coordination et de financement, la Communauté métropolitaine de Québec (CMQ) est créée en 2002. Elle regroupe 28 municipalités et 834 887 habitants, soit 10 % de la population du Québec. Cela comprend les villes de l'Agglomération de Québec, la Ville de Lévis et les MRC de La Jacques-Cartier, de La Côte-de-Beaupré et de L'Île-d'Orléans. Au total, son territoire couvre 3 340 km2 en territoire municipalisé et près de 9 500 km2 en y ajoutant les territoires non organisés.
Dès sa création, certaines compétences légales lui sont conférées, dont l’élaboration et la mise en œuvre d’un plan métropolitain d’aménagement et de développement du territoire (PMAD), la planification métropolitaine de la gestion des matières résiduelles (PMGMR), le partage de la croissance de l’assiette foncière et le transport et la mobilité durable sur le territoire métropolitain.
Au fil des ans, la CMQ a vu son rôle s'élargir. En 2018, elle crée une direction de l'Environnement lui permettant ainsi d’arrimer ses forces sur cet enjeu fondamental. Cette même année, le gouvernement provincial lui octroie une aide financière de 3,5 M$ pour actualiser la cartographie des zones inondables de son territoire.
La CMQ coordonne également la Table de concertation régionale pour une gestion intégrée du Saint-Laurent – zone de Québec (TCRQ) qui mobilise les intervenants régionaux dans leurs actions afin de doter le territoire d’un plan d’action régional.
À la demande du Forum des élus de la Capitale-Nationale, la Communauté gère l’Entente sectorielle sur le développement des activités agricoles et agroalimentaires de la région de la Capitale-Nationale et de la Ville de Lévis 2017-2019. Cette entente découle de la Stratégie de développement des activités agricoles et agroalimentaires de la région de la Capitale-Nationale et de la Ville de Lévis 2017-2025, adoptée par le Forum des élus.
Enfin, une entente de 4,2 M$ a également été conclue en décembre 2018 pour la gestion du Fonds québécois d’initiatives sociales dans le cadre des Alliances pour la solidarité-région de la Capitale-Nationale. D’une durée de cinq ans, cette entente vise à lutter contre la pauvreté et l’exclusion sociale en développant une stratégie globale en concertation avec les acteurs du milieu.

## Histoire
La Communauté métropolitaine de Québec (CMQ) a été créée le 1er janvier 2002, date de création des nouvelles villes de Lévis et Québec, en vertu d'une loi passée en décembre 2000, la Loi portant réforme de l'organisation territoriale municipale des régions métropolitaines de Montréal, de Québec et de l'Outaouais (aussi connue sous le nom de loi 170). La CMQ prend le relais de la Communauté urbaine de Québec qui exista de 1970 à 2001 et qui regroupait des villes et municipalités de la rive nord.

## Réalisations
- Plan métropolitain d'aménagement et de développement, intitulé Bâtir 2031[10],[11].
- Trame verte et bleue métropolitaine[12]
- Plan métropolitain de gestion des matières résiduelles de la Communauté métropolitaine de Québec (Rive-Nord) 2016-2021 (PMGMR)[13]
- Laissez-passer métropolitain avec le RTC, la STL et la STQ[14],[15].

## Organisation administrative

### Comité exécutif
La présidence et la vice-présidence de la Communauté est selon la loi sont respectivement les maires de Québec et de Lévis. Le comité exécutif se tient à huis clos.

### Conseil
Le comité exécutif est assisté d'un conseil de 17 membres composé d'élus municipaux des municipalités membres de la CMQ. Les séances du conseil sont publiques.

### Villes membres
| MRCs et agglomérations        | Ville |
| ----------------------------- | --- |
| Agglomération de Québec       | - Québec - L'Ancienne-Lorette - Saint-Augustin-de-Desmaures |
| Lévis (Territoire équivalent) | |
| MRC de La Jacques-Cartier     | - Fossambault-sur-le-Lac - Lac-Delage - Lac-Saint-Joseph - Lac-Beauport - Saint-Gabriel-de-Valcartier - Sainte-Brigitte-de-Laval - Sainte-Catherine-de-la-Jacques-Cartier - Shannon - Stoneham-et-Tewkesbury |
| MRC de La Côte-de-Beaupré     | - Beaupré - Boischatel - Château-Richer - L'Ange-Gardien - Sainte-Anne-de-Beaupré - Saint-Ferréol-les-Neiges - Saint-Joachim - Saint-Louis-de-Gonzague-du-Cap-Tourmente - Saint-Tite-des-Caps                |
| MRC de L'Île-d'Orléans        | - Sainte-Famille - Saint-Laurent-de-l'Île-d'Orléans - Sainte-Pétronille - Saint-Pierre-de-l'Île-d'Orléans - Saint-François-de-l'Île-d'Orléans - Saint-Jean-de-l'Île-d'Orléans                                |

## Forum des élus
Le Forum des élus de la Communauté métropolitaine de Québec est un organisme supra-régional regroupant des municipalités de la région administrative de la Capitale-Nationale et une municipalité de la région administrative Chaudière-Appalaches.